# Calcul mental

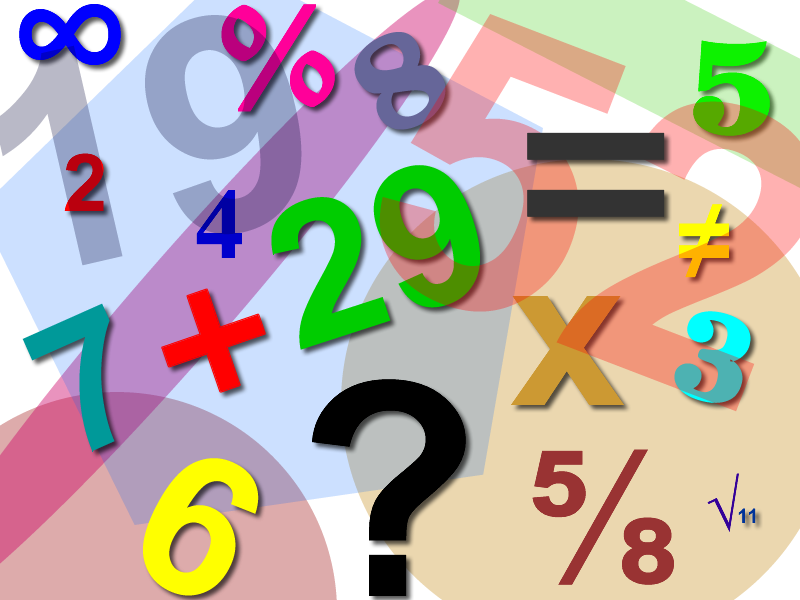
Représentation du calcul mental imagée.

Le calcul mental consiste à effectuer des calculs sans autre support que la réflexion et la mémoire. Il s'appuie sur un certain nombre de techniques ou astuces et de résultats appris par cœur, comme les tables de multiplication ou les identités remarquables. Le calcul mental est notamment utilisé lorsque peu ou pas de matériel de calcul est disponible, mais aussi pour évaluer rapidement l'ordre de grandeur d'un résultat calculé par ailleurs afin de vérifier sa validité.